# Kultura świderska

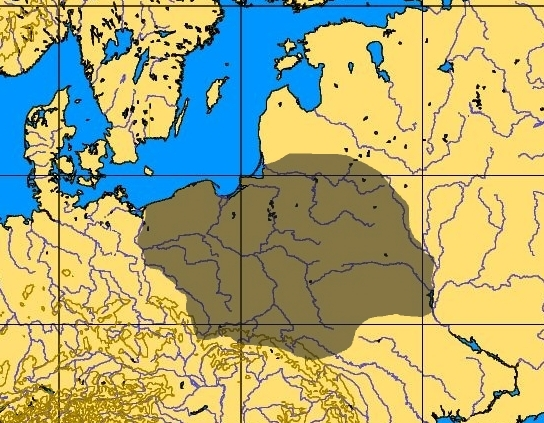
Zasięg kultury świderskiej

Kultura świderska – kultura archeologiczna późnego paleolitu datowana na okres między 10600 lat p.n.e. do ok. 9600 lat p.n.e. Nazwa kultury nawiązuje do eponimicznego stanowiska Świdry Wielkie w Otwocku. Należy do kręgu kultur ostrzy trzoneczkowatych. Niekiedy stosuje się zamiennie nazwę cykl (lub kompleks) mazowszański. Dawniej używano określenia przemysł chwalibogowicki (od Chwalibogowice koło Kazimierzy Wielkiej).

## Geneza
Przy tworzeniu się kultury świderskiej wzięły udział grupy łowców kultury Lyngby, która przesuwała się na południe, podobnie jak ludność grupy (kultury) perstuńskiej (od rzeki Perstunki) z terenu Litwy, pn.-zach. Białorusi oraz pn. – wsch. Polski. Niekiedy tę początkową fazę określa się mianem perstuńskiej. W połączeniu z elementami kultury Federmesser i witowskimi. Wszystko to w warunkach destabilizacji osadnictwa spowodowanymi pogarszaniem się warunków klimatycznych.

## Zasięg
Zespół zjawisk kulturowych utożsamiany z kulturą świderską obejmował swym zasięgiem tereny dzisiejszej Polski, Litwy, Białorusi i część Ukrainy. 

## Kultura materialna

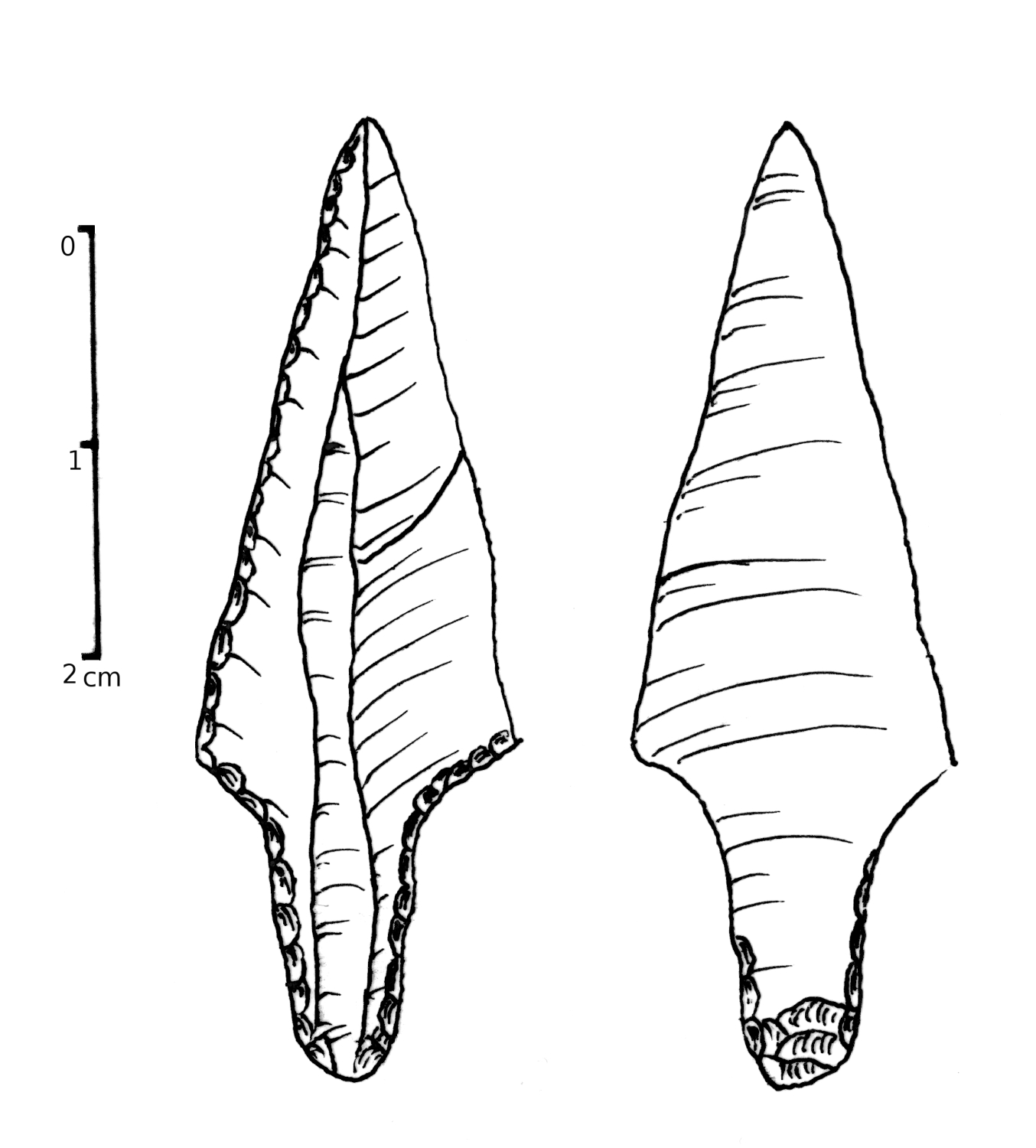
Świderskie ostrze trzoneczkowate

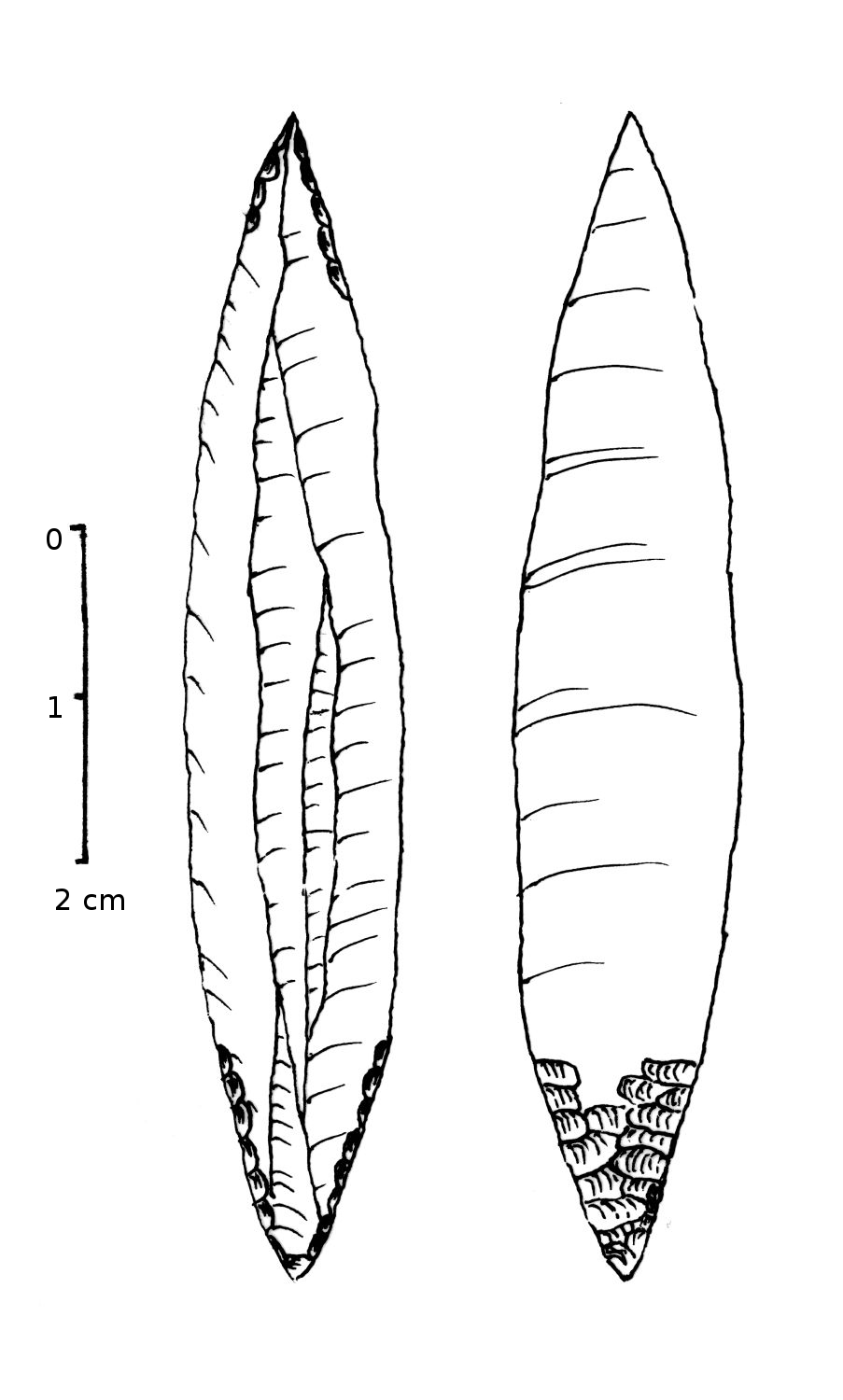
Liściak

Surowiec krzemienny najczęściej starano się doprowadzić do formy rdzenia dwupiętowego wspólnoodłupniowego, z którego uzyskiwano proste smukłe wióry o równych krawędziach.
Narzędzia:
- liściaki dwukątowe;
- ostrza trzoneczkowate z retuszem na stronę spodnią (typ Chwalibogowice);
- rylce na wiórach – węgłowe boczne, klinowate środkowe, łamańce;
- drapacze łukowate;
- drobne półtylczaki oraz
- różnego rodzaju piki, które pełniły funkcje kilofów;
- narzędzia kościane niekiedy zdobione geometrycznymi rytami: motyki t. Lyngby, jednorzędowe harpuny.

Z aktywnością niniejszej kultury na obszarze dzisiejszej Polski wiąże się wydobywanie dobrej jakości krzemienia metodą odkrywkową. W ten sposób wydobywano krzemień jurajski nad górną Wartą oraz krzemień czekoladowy na północ od Gór Świętokrzyskich. Ten drugi typ krzemienia cieszył się dużym uznaniem, eksportowano go nawet na odległość kilkuset kilometrów. Metodą odkrywkową wydobywano także ochrę w okolicach Grzybowej Góry – kompleks Rydno. 
Gospodarka kultury świderskiej opierała się na polowaniach sezonowych na stada reniferów. Stąd częste wędrówki na północ w lecie i odwrotnie w zimę. Zakładano zatem sezonowe szałasy na terasach rzek i wydmach. Znanych jest niewiele półziemianek (np. stanowisko Grzybowa Góra IV/57). Stanowiska tej kultury często mają charakter krzemienicy, która stanowi pozostałość osadnictwa małych grup ludzkich. W lecie grupy ludzkie mogły łączyć się w większe zbiorowości, natomiast zimą ulegały rozproszeniu. Z tą ruchliwością łączy się zróżnicowanie funkcjonalne stanowisk. Wydzielono trzy grupy: typ Marianki-Wyględów z liściakami dwukątowymi i większą obecnością wiórów; typ Stańkowicze – ostrza trzoneczkowate i drapacze odłupkowe; typ Płydy jest pośredni. Różnice obserwuje się także w kontekście dystrybucji krzemienia. Im dalej od miejsca wydobycia, spada udział odłupków z zaprawy rdzenia. Charakterystyczne są stanowiska nakopalniane i przykopalniane.
Kultura świderska wykazuje spore kontakty z innymi kulturami kompleksu ostrzy trzoneczkowatych – Kulturą ahrensburską i desneńską.

## Zanik
Wraz z początkiem holocenu i transgresją środowiska leśnego na północ, kultura świderska przesuwa się na tereny Litwy, Łotwy i Estonii, gdzie przyczynia się do powstania kultury kundajskiej i niemeńskiej.